# Flatzbour
Flatzbour (lb. Flatzbuer, Flatzbur) – wieś (Uertschaft) w zachodnim Luksemburgu, w kantonie Redange, w gminie Rambrouch. Do 3 października 2015 miejscowość leżała w dystrykcie Diekirch, a do 26 lipca 1978 należała do gminy Bigonville. Liczy 32 mieszkańców (31 grudnia 2022). 